# Бібіков Сергій Миколайович

Облікова картка лауреата Державної премії УРСР у галузі науки і техніки

Меморіальна дошка Сергію Бібікову на будинку, де він жив (Київ, вул. Леоніда Первомайського, 3)

Бі́біков Сергі́й Микола́йович (1 (14) вересня 1908 , Севастополь, Таврійська губернія  — 21 листопада 1988 , Київ ) — український археолог. Доктор історичних наук (1953).
Член-кореспондент АН УРСР (з 1958). Член-кореспондент Центрального археологічного інституту в Берліні. Заслужений діяч науки УРСР (1975). Директор Інституту археології АН УРСР (1955—1968).

## Біографія
Народився 1 (14) вересня 1908 року в Севастополі. Тут здобув середню освіту.
Наприкінці 1920-х років доля звела Сергія Бібікова з відомим археологом, фахівцем у галузі неоліту Глібом Бонч-Осмоловським. У його експедиціях Бібіков пройшов початкову школу археології. За порадою Гліба Анатолійовича він ступив до Ленінградського університету.
1931 року Бібіков закінчив університет. У 1934—1935 роках був науково-технічним співробітником Державної академії історії матеріальної культури (Ленінград). У 1935—1955 роках працював в Інституті історії матеріальної культури АН СРСР (Ленінград) як аспірант, учений секретар (1938—1941), заступник директора з наукової роботи (1941—1942), старший науковий співробітник (1942—1955).
1940 року Бібіков став членом ВКП(б).
1955 року Бібіков переїхав до Києва, де 33 роки працював в Інституті археології АН УРСР (нині Інститут археології НАН України): у 1955—1968 роках — директор, у 1968—1985 роках — завідувач відділу, від 1985 року — старший науковий співробітник, від 1986 року — головний науковий співробітник.
Великою заслугою Бібікова перед українською археологією є надання їй історичного спрямування. Його знаменитий заклик «за речами бачити людей, що їх породили» став фактично програмою роботи українських археологів.
Однодумцями Бібікова були провідні українські археологи Михайло Рудинський, Лазар Славін, Олексій Тереножкін, Василь Довженок, Юрій Захарук та інші.
За авторської участі та за редакцією Бібікова створено фундаментальні праці: «Нариси стародавньої історії УРСР» (1957), тритомна «Археологія Української РСР» (1971—1975). Йому належить також ідея написання багатотомної «Давньої історії України».
18 листопада 1958 року Бібікова обрано членом-кореспондентом АН УРСР (спеціальність — археологія).
Помер 21 листопада 1988 року в Києві на 81-му році життя.

## Наукова діяльність
Теоретичні узагальнення Бібікова завжди мали широку джерелознавчу базу. Її складали, зокрема, результати здійснених ним розкопок у Криму, на Уралі, річках Дністер і Дніпро.
Надзвичайно вагомий внесок зробив Бібіков у вивчення трипільської культури, успішно продовживши справу Вікентія Хвойки, Миколи Біляшівського, Миколи Макаренка. На думку Петра Толочка, монографія Бібікова «Ранньотрипільське поселення Лука-Врубловецька на Дністрі» (1953) і досі є найкращою.
Приголомшливе враження на науковий світ справила монографія Бібікова «Найдавніший музичний комплекс із кісток мамута» (1981), у якій запропоновано безпрецедентну гіпотезу про музику в палеоліті. За сучасною класифікацією, мізинські кістки можна віднести до підгрупи музичних інструментів ударного типу. Експеримент музиканта Володимира Колокольникова підтвердив правильність висновку Бібікова. Це відкриття набуло широкого міжнародного розголосу, а книгу Бібікова перекладено багатьма мовами світу.
Усе творче життя Бібіков займався проблемою взаємин людини і природи. Їй присвячено низку ґрунтовних праць, у яких висвітлено питання кризи мисливського господарства в кам'яну добу, палеоекономіки та палеодемографії в мезоліті й неоліті України. Висновки, яких дійшов учений, багато в чому змінили традиційну марксистську схему лінійного поступового історичного розвитку первісного суспільствава.
Є всі підстави говорити про школу Бібікова, яка не обмежується лише Україною. Його учні й послідовники працюють у Росії, Молдові, Азербайджані та інших країнах.

## Твори
Бібіков — автор низки праць, присвячених вивченню пам'яток ранньої трипільської культури, палеоліту і неоліту України і Південного Уралу.
- Верхньопалеолітичні знаходища на Середньому Подністров'ї // Археологічні пам'ятки УРСР. — Т. 2. — К., 1949.
- Предварительный отчет о работе Крымской экспедиции 1935 г. // СА. — 1936. — І;
- Пещерные палеолитические местонахождения в нагорной полосе Южного Урала // СА. — 1950. — ХІІ;
- Раннетрипольское поселение Лука–Врублевецкая на Днестре. — М.; Л., 1953 (МИА. — 38);
- О первичном заселении Восточной Европы // КСИА АН УССР. — 1961. — 11;
- О южных путях заселения Восточной Европы в эпоху древнего палеолита // Четвертичный период. — 1961. — 13/15;
- Из истории каменных серпов на юго–востоке Европы // СА. — 1962. — № 3;
- Хозяйственноэкономический комплекс развитого Триполья (опыт изучения первобытной экономики) // СА. — 1965. — № 1;
- Некоторые аспекты палеоэкономического моделирования палеолита // СА. — 1969. — № 4;
- Перспективні теоретичні розробки в радянській археології // Вісник АН УРСР. — 1973. — № 4;
- Эпоха палеолита // История Украинской ССР. — К., 1981. — Т. 1; Древнейший музыкальный комплекс из костей мамонта: Очерк материальной и духовной культуры палеолитического человека. — К., 1981;
- Финальный палеолит и мезолит Горного Крыма. — Одесса, 1994 (у співавт.).

## Премії, нагороди, звання
- 1975 — надано звання «Заслужений діяч наук УРСР».
- 13 грудня 1977 — Державна премія УРСР у галузі науки і техніки за монографію «Археологія Української РСР» в трьох томах, опубліковану в 1971—1975 роках[2]. Разом із Бібіковим (керівником роботи) лауреатами стали ще 9 учених — Лазар Славін, Василь Довженок, Юрій Захарук, Олімпіада Шапошникова, Софія Березанська, Михайло Кучера, Варвара Іллінська, Олексій Тереножкін, Дмитро Телегін.
- Нагороджено орденом «Знак Пошани».

## Вшанування пам'яті
В Києві на будинку по вулиці Леоніда Первомайського, 3, де в 1955—1988 роках жив Сергій Миколайович Бібіков встановлено меморіальну дошку.